# 法拉-因萨比纳
法拉-因萨比纳（義大利語：Fara in Sabina），是意大利列蒂省的一个市镇。总面积54.88平方公里，人口13070人，人口密度238.2人/平方公里（2009年）。ISTAT代码为057027。

## 友好城市
- 法國 塔恩河畔维勒米尔